# Plectorhagada gascoynensis
Plectorhagada gascoynensis är en snäckart som först beskrevs av Smith 1894.  Plectorhagada gascoynensis ingår i släktet Plectorhagada och familjen Camaenidae. Inga underarter finns listade i Catalogue of Life.